# (2345) Fučik
(2345) Fučik es un asteroide perteneciente al cinturón de asteroides, descubierto el 25 de julio de 1974 por Tamara Mijáilovna Smirnova desde el Observatorio Astrofísico de Crimea (República de Crimea).

## Designación y nombre
Designado provisionalmente como 1974 OS. Fue nombrado Fučik en honor al periodista y escritor checoslovaco Julius Fučík.